# Filmåret 1927

## Academy Awards, Oscar: (i urval)
Se här för komplett lista

## Årets filmer

### A - G
- Arnljot
- Bara en danserska
- Berlin, storstadssymfoni
- Cirkusboxaren
- Drottningen av Pellagonien
- En fasansfull natt
- En perfekt gentleman
- Förseglade läppar
- Gamla Heidelberg

### H - N
- Hans engelska fru
- Harry Persson - Bud Gorman
- Helan och Halvan som detektiver
- Hin och smålänningen
- Hotel Imperial
- Jazzsångaren[1]
- Konungarnas Konung
- Kvick som Blixten
- The Lodger: A Story of the London Fog
- London After Midnight
- Love
- Metropolis
- Napoléon

### O - U
- På kryss med Blixten
- Soluppgång
- Spökbaronen
- Storgårds-Annas friare
- Så går det till i krig
- Trollälgen
- Ungdom

### V - Ö
- Vad kvinnan vill
- Vingarna

## Födda
- 17 januari
  - Nils Eklund, svensk skådespelare.
  - Eartha Kitt, amerikansk sångerska och skådespelare.
- 20 januari – Lars Granberg, svensk skådespelare.
- 28 januari – Per Oscarsson, svensk skådespelare.
- 14 februari – Lois Maxwell, kanadensisk skådespelare (Miss Moneypenny i ett flertal James Bondfilmer).
- 18 februari – Ulla Andreasson, svensk skådespelare.
- 20 februari – Sidney Poitier, amerikansk skådespelare, regissör och producent.
- 21 februari – Lars Engström (skådespelare), svensk regissör och skådespelare.
- 27 februari – Jarl Kulle, svensk skådespelare.
- 1 mars – Harry Belafonte, amerikansk sångare och skådespelare.
- 7 mars – Lars Elldin, svensk skådespelare.
- 16 mars – Brita Billsten, svensk skådespelare.
- 24 mars – Martin Walser, tysk författare, dramatiker och manusförfattare.
- 31 mars – William Daniels, amerikansk skådespelare.
- 5 april – Leo Myhrán, svensk skådespelare och inspicient.
- 1 maj – Laura Betti, italiensk skådespelare.
- 11 maj – Ulla Sjöblom, svensk skådespelare och sångerska.
- 13 maj – Herbert Ross, amerikansk filmregissör, filmproducent, koreograf och skådespelare.
- 27 maj – Jackie Söderman, svensk regissör och koreograf.
- 31 maj – Erik Sjögren, svensk balettdansör och skådespelare.
- 6 juni – Bengt Schött, svensk skådespelare.
- 10 juni – Mona Dan-Bergman, svensk skådespelare.
- 17 juni – Lucio Fulci, italiensk filmregissör, manusförfattare, skådespelare.
- 1 juli – Hariette Garellick, svensk skådespelare.
- 2 juli – Brock Peters, amerikansk skådespelare.
- 4 juli – Gina Lollobrigida, italiensk skådespelare.
- 6 juli – Janet Leigh, amerikansk skådespelare.
- 30 juli – Richard Johnson, brittisk skådespelare.
- 9 augusti – Robert Shaw, brittisk skådespelare.
- 21 augusti – Barry Foster, brittisk skådespelare.
- 28 augusti – Hans Ellis, svensk skådespelare.
- 9 september – Bengt Dalunde, svensk barnskådespelare, skådespelare och fotograf.
- 16 september – Peter Falk, amerikansk skådespelare.
- 26 september – Patrick O'Neal, amerikansk skådespelare.
- 27 september – Bror Jacques de Wærn, svensk arkivarie, dokumentärfilmare och skådespelare.
- 4 oktober – Roger Moore, brittisk skådespelare.
- 5 oktober – Göran Lindgren, svensk filmproducent.
- 12 oktober – Anne Blomberg, svensk skådespelare.
- 17 oktober – Axel Düberg, svensk skådespelare.
- 18 oktober – George C Scott, amerikansk skådespelare.
- 28 oktober – Sven Sjönell, svensk skådespelare, regiassistent och scripta.
- 31 oktober – Lee Grant, amerikansk skådespelare.
- 7 november – Gertie Lindgren, svensk kostymör, konstymtecknare för filmer och teater.
- 27 november – Maj-Britt Nilsson, svensk revyskådespelare.
- 28 december – Allan Sundwall, svensk skådespelare, inspelningsledare och regiassistent.
- 30 december – Sten Lonnert, svensk skådespelare.

## Avlidna
- 8 maj – Georg Grönroos, 41, finländsk skådespelare.
- 3 juni – Einar Hanson, 27, svensk skådespelare.
- 26 juli – Gustaf Uddgren, 62, svensk manusförfattare, redaktör, journalist och tidningsman.

### Fotnoter
1. ↑  IMDB, läst 29 februari 2012